# 京都電燈デナ11形電車
京都電燈デナ11形電車（きょうとでんとうデナ11がたでんしゃ）は、京福電気鉄道が同社叡山線（現、叡山電鉄）で使用していた通勤形電車。同社の前身である京都電燈が同線の輸送力増強用に新造した車両である。

## 概要
1926年、叡山線の開業翌年に輸送力増強用として日本車輌で11 - 14の4両が製造された。全長は13.5m、片開き3ドアの木造車で窓配置はD5D5D。電装品等は当時一般的であったアメリカ製のものを多用している。電気ブレーキは装備されていない。

## 福井への移動

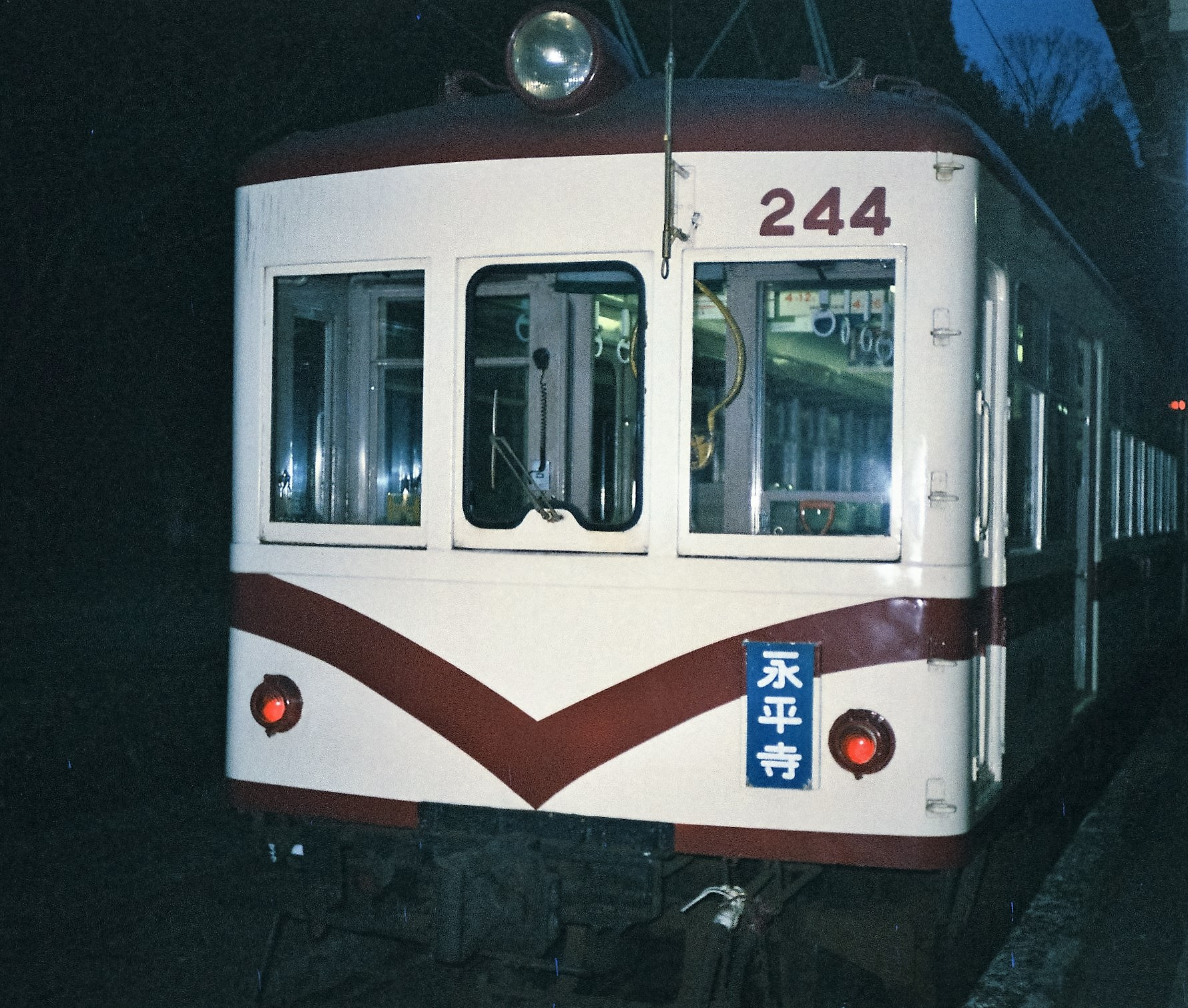
東古市駅（現在の永平寺口駅）に停車中のモハ244（1987年4月）

1944年に戦災の激しかった福井支社・越前鉄道部（現、えちぜん鉄道）に移管され、ホクハ31形31 - 34となった。電装品は叡山線の予備として取り外され、台車は狭軌用に改造されている。
1949年には再電装化されホデハ241形241 - 244となり、1957年には車体をホデハ251形と同形のものに更新して鋼体化を行った。この時にデナ11形由来のものはほとんど消滅している。
この時に新造された車体は車体長15m（車両全長15.7m）、窓配置d2D7D2dの両運転台片開き2扉、側窓は下段上昇式・上段がHゴム固定の「バス窓」と呼ばれるもので、前面は241・243の京福大野駅・永平寺駅・三国港駅寄り、242・244の福井駅寄りが貫通形で、反対側は非貫通形である。パンタグラフは非貫通側に付けられている。メーカーは241・242が日本車輌、243・244がナニワ工機である。単行、もしくは241+242・243+244の2両編成で使用された。1975年の形式記号改定でモハ241形となった。
1989年に244が、1991年に他の3両が老朽化や輸送力減少による余剰化で全車廃車となっている。
なお、京福に於いて京都・福井間での車両移動はこの叡山線デナ11形→越前線ホクハ31形が唯一の事例である。